# Sandelholzöl

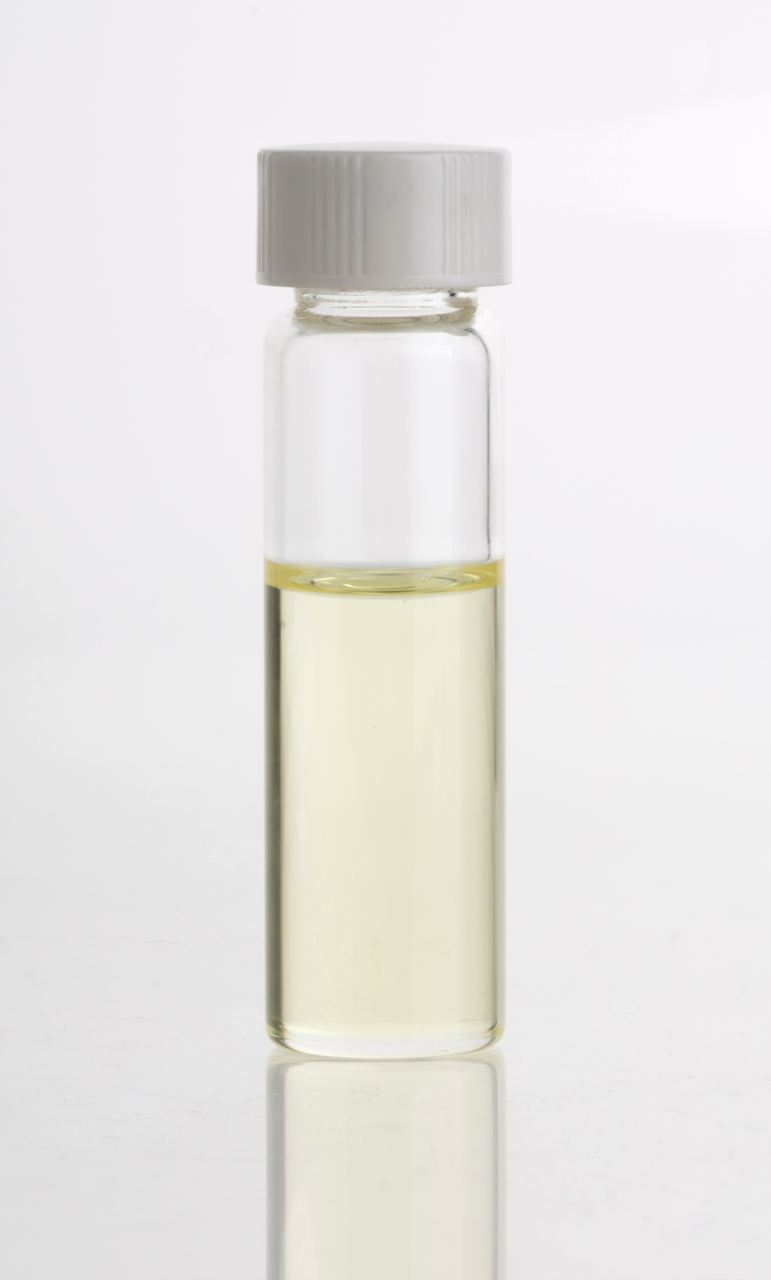
Sandelholzöl aus Santalum album

Sandelholzöl (lateinisch Oleum santali, französisch essence de santal, englisch sandalwood oil, FEMA 3005) ist ein ätherisches Öl, das aus verschiedenen Arten Sandelhölzern gewonnen wird. Je nach Herkunft variieren die Bezeichnungen und die zur Herstellung verwendeten Pflanzen:
- Ostindisches Sandelholzöl stammt aus dem Holz des Sandelholzbaums (Santalum album, Familie der Santalaceae); dieser wächst hauptsächlich in Südindien.
- Westindisches Sandelholzöl wird dagegen aus Amyris balsamifera L. (Familie der Rutaceae) gewonnen und stammt hauptsächlich aus der Karibik.[2]
- Australisches Sandelholzöl[3] wird aus einer in Australien endemischen Sandelholzart hergestellt, Santalum spicatum oder Santalum acuminatum sowie Santalum lanceolatum.[4] Auch von Santalum austrocaledonicum aus Neukaledonien und Vanuatu wird Öl gewonnen.[5]
- Hawaiianisches Sandelholzöl stammt von Santalum paniculatum, Polynesisches Sandelholzöl von Santalum insulare (Santalum marchionense).[4][6]
- Ost-Afrikanisches Sandelholzöl enthält aus Brachylaena huillensis gewonnene ätherische Öle (Muhuhuöl)[7] oder die von Osyris tenuifolia, Afrikanisches Sandelholzöl von Osyris lanceolata und Baphia nitida.

Weitere sogenannte Sandelholzöle von einer Reihe anderer Pflanzen dienen als Ersatz für Ostindisches Sandelholzöl. Auch Brasilianisches Sandelholzöl von Minquartia guianensis, Agonandra brasiliensis, Aptandra tubicina oder von Olax guianensis (Syn.: Dulacia guianensis) wird hergestellt.

## Gewinnung
Das ätherische Öl wird per Wasserdampfdestillation aus den Holzchips gewonnen. Die Ausbeute liegt zwischen 4 und 6,5 %. Für 1999 lag die geschätzte Jahresproduktion in Indien bei ca. 30 t. Frühere Schätzungen bezifferten die Jahresproduktion in Indien auf 50 t und weltweit auf 70 t.

## Eigenschaften
Sandelholzöl ist eine farblose bis gelbliche, leicht viskose Flüssigkeit. Die Dichte liegt zwischen 0,968 und 0,983 g·ml−1, der Brechungsindex liegt bei 20 °C zwischen 1,5030 und 1,5080, der Siedepunkt bei 276 °C (760 mm Hg). Das ätherische Öl ist in Ethanol, Pflanzenölen und anderen ätherischen Ölen löslich, in Wasser ist es nahezu unlöslich.
Die Geruchsnote wird als typisch holzig-süß, animalisch-balsamisch und sehr haftfest beschrieben. Sandelholz gehört zu den aussagekräftigen, aber auch teuren Duftrohstoffen (Provenienz Mysore) und ist eine klassische Holznote für Parfüms des Typs „Chypre“, „Fougère“ und „Orient“.

## Inhaltsstoffe
Hauptbestandteil (ca. 90 %) des Ostindischen Sandelholzöls sind die isomeren Terpenoid-Alkohole α-Santalol (ca. 50 %) und β-Santalol (ca. 20 %). Daneben kommen die Terpene α- und β-Santalen (rund 6 %) vor. Weiterhin finden sich epi-β-Santalen, α-Photosantalol, epi-β-Photosantalol, β-Bisabolol, Cyclosantalal, α-Santalal, epi-Cyclosantalal, β-Santalal, Campherenol, (Z)-trans-α-Bergamotol, epi-β-Santalol, (Z)-β-Curcumenol, cis-Lanceol, cis-Nuciferol und Spirosantalol.

α-Santalol
β-Santalol
α-Santalen

Westindisches Sandelholzöl enthält zusätzlich Sesquiterpenoide wie Elemol, Eudesmol und α-Agarofuran.
Der typische Sandelholzgeruch wird β-Santalol zugeschrieben.

## Verwendung und Bedeutung

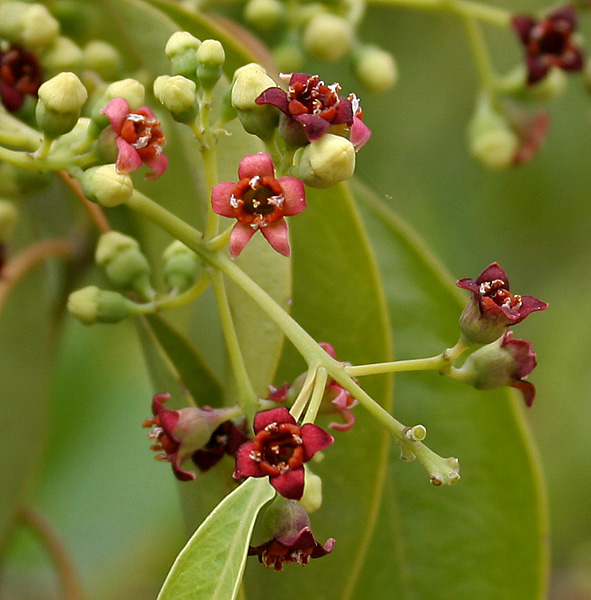
Sandelholzbaum

Echtes Sandelholz ist eine Kostbarkeit, da der Bestand des Baums stark gefährdet ist. Der Preis des Öls betrug 2006 1600 US-Dollar pro Kilogramm. In Indien sind der Besitz, der Handel und die Lagerung von Sandelholz und dessen Produkten gesetzlich geregelt. In Osttimor steht der Baum unter Schutz, nachdem während der indonesischen Besatzung fast der gesamte Bestand vernichtet wurde. Nur letzte Reste verblieben von jenem Baum, der in der Kolonialzeit das Hauptexportgut der Insel Timor war. Von hier stammte früher die beste Qualität an Sandelholz. Allgemein erhält man eine hohe Qualität, wenn das Holz von Bäumen stammt, die älter als 30 Jahre sind.
Sandelholz ist der wohl am meisten „gefälschte“ Holzduft, so wird vieles als Sandelholzöl deklariert, was mit dem Sandelholz nichts zu tun hat. Letzten Endes gibt nur der botanische Name sicheren Aufschluss darüber, was sich im Fläschchen befindet. Die jährliche Produktion an indischem Sandelholz liegt bei etwa 1000 Tonnen. Im Jahr 2006 wurden aus Indien zwischen sechs und zehn Tonnen und aus Indonesien zwei Tonnen Sandelholzöl exportiert. Die angegebenen Mengen reichen aber nicht für das weltweite Angebot an Räucherstäbchen, Parfums (fast 80 % aller weltweit verkauften Parfums enthalten synthetisches Sandelholzöl), Holzprodukte und ätherischen Öle. Zweifelhaft ist auch die Menge an Sandelholzöl mit der sogenannten „Mysore-Qualität“, die nur aus zwei staatlichen indischen Destillen in Mysore und Shivamogga stammt. Deren Jahresproduktion erreicht aber nicht die Mengen, die sich im Handel befinden.
Als preiswerte Variante wird auch das sogenannte  Westindische Sandelholzöl beziehungsweise Amyrisöl eingesetzt (Provenienz Westkaribik). Dieser Duft ähnelt dem Zedernholz. Es stammt von Amyris balsamifera, dem Westindischen oder Jamaica Rosenholz, einem Rautengewächs, das zur selben Pflanzenfamilie wie die Zitrusdüfte gehört.

Struktur von Sandalore

Als Ersatzstoff für ostindisches Sandelholzöl ist der synthetische Sandelholzriechstoff Sandalore entwickelt worden, der am Geruchsrezeptor OR2AT4 wirkt.